# Gnoma
Gnoma ou gnome (em grego antigo: γνώμη, transl. gnome, de γιγνώσκειν, gignoskein "conhecer") é uma espécie de ditado, especialmente um aforismo ou máxima, composto para fornecer algum ensinamento de maneira compacta.
A utilização moderna do termo foi introduzida pelo teólogo alemão Klaus Berger em sua obra Formgeschichte des Neuen Testaments; Berger utilizou-se deste termo tradicional da antiga tradição retórica e tentou identificar exemplos da utilização deste método no Novo Testamento.